# Sélection de la ville hôte pour les Jeux olympiques d'hiver de 1976
Le processus de sélection pour les Jeux olympiques d'hiver de 1976 comprend quatre villes et voit celle de Denver aux États-Unis sélectionnée aux dépens de Valais en Suisse, de Tampere en Finlande et de Vancouver au Canada. La sélection est réalisée lors de la 69e session du CIO à Amsterdam aux Pays-Bas, le 12 mai 1970. La population de Denver se montrant défavorable à l'organisation des Jeux olympiques, ceux-ci se déroulent finalement à Innsbruck, en Autriche, comme en 1964.

## Résultats du scrutin
| Ville     | Pays       | 1er tour | 2e tour | 3e tour |
| --------- | ---------- | -------- | ------- | ------- |
| Denver    | États-Unis | 29       | 29      | 39      |
| Sion      | Suisse     | 18       | 31      | 30      |
| Tampere   | Finlande   | 12       | 8       | —       |
| Vancouver | Canada     | 9        | —       | —       |

## Démission de Denver
Le village des Jeux olympiques d'hiver de 1976 est construit juste au sud de celui utilisé en 1964. Dès 1965, la ville envisage l'extension du village et fait un appel d'offres. Dans le cadre du renoncement de la ville de Denver pour la sélection de la ville hôte des Jeux olympiques d'hiver de 1976, Innsbruck se propose en 1972 et est choisie en 1973, trois mois avant la pose de la première pierre des travaux le 3 mai 1973.